# Tom-tom

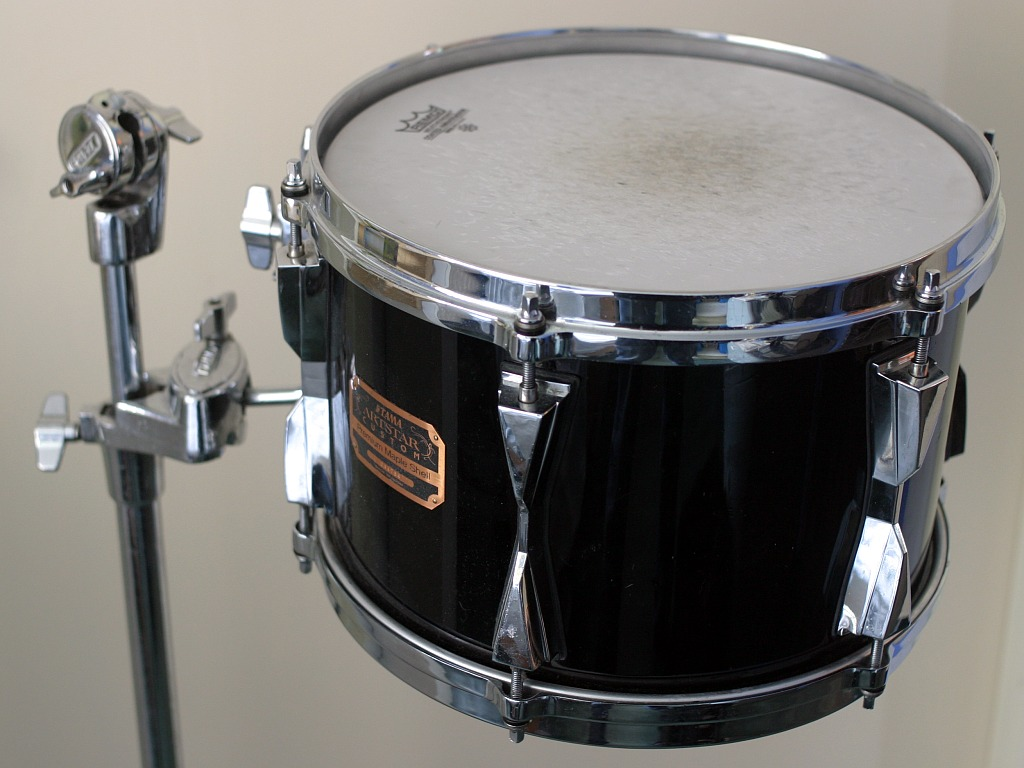
Tama 12"x8" tom-tom (rack tom) with Remo coated top head, mounted to a stand

O tom-tom (português brasileiro) ou timbalão (português europeu) é um dos tambores utilizados em uma bateria. Tecnicamente é classificado como instrumento de percussão e membranofone, como todos os tambores. Os tom-tons são construídos em formato cilíndrico, com  duas peles (bimembranofones) e profundidade intermediária entre a caixa e o surdo. São tocados com baquetas.
Atualmente o tom-tom possui um anel metálico para fixar cada pele e um sistema de fixação que permite a afinação do tambor. O baterista também pode bater neste anel para produzir um som metálico. O tambor é apoiado sobre um pedestal ou fixado a uma haste pela sua lateral.
Os tom-tons são tocados em conjuntos de afinação variada. Em geral a bateria vem com 2 tons afinados da seguinte maneira:
- Tom 1 (menor) - som mais agudo.
- Tom 2 (médio) - som mais grave.

Os diâmetros e afinações não são padronizados e podem variar de 8 a 20 polegadas. As configurações mais comuns possuem dois tons de 9X12 (9 pol. de profundidade por 12 de diâmetro) e 10x13. Mas outras configurações podem ser usadas, como a configuração fusion com um 8x10 e um 8x12 (ou 9x12), ou a configuração "clássica" do jazz: um 8x12 e um 9x13. Alguns bateristas utilizam mais tons em sua bateria. Neste caso, um terceiro tom mais grave é utilizado.
Por ser afinável e permitir a execução de notas com altura definida, os tom-tons são utilizados para executar sequências rítmico-melódicas, em geral em grande velocidade. É onde o baterista dá o "colorido" extra no ritmo que está tocando.